# Villabona
Villabona – gmina w Hiszpanii, w prowincji Guipúzcoa, w Kraju Basków, o powierzchni 17,74 km². W 2011 roku gmina liczyła 5872 mieszkańców.